# 天嶮トンネル
天嶮トンネル（てんけんトンネル）は、新潟県糸魚川市市振を通る、1966年10月26日に完成した国道8号のトンネル。親不知の天嶮区間（天険親不知線）をバイパスする役割を持つ。

## 概要
- 起点：新潟県糸魚川市市振風波[1]
- 終点：新潟県糸魚川市市振先ヶ鼻[1]
- 車線数：2車線[1]
- 延長：734m[1]
- 幅員：6.5m[1]
- 総工事費：375,450,000円[1]

## 歴史
- 1964年（昭和39年）12月1日：着工[1]
- 1966年（昭和41年）10月26日：完成[1]

## 旧道
- 新潟県糸魚川市市振：天険親不知線（親不知コミュニティロード）

現在は遊歩道として整備されており、自動車や原付の通行はできない。

## 周辺の観光名所
- 親不知

## 参考資料
- 天険親不知を歩く - archive.today（2013年4月27日アーカイブ分）[リンク切れ]